# Dominique Guillaume Lebel
Dominique Guillaume Lebel, auch Le Bel, (* 1696; † 1768) war der Erste Kammerdiener Ludwig des XV.
Neben seiner eigentlichen Tätigkeit als Kammerdiener wählte Lebel unter jungen Mädchen und Frauen die Mätressen für den König. Die jungen Damen, welche in die engere Wahl kamen, wurden zu einem Souper nach Versailles geladen, wo sie der Monarch heimlich durch ein Loch in der Wand begutachten konnte. Die Dame, die der König wählte, wurde von Lebel genauestens instruiert und untersucht, bevor sie in die Gemächer des Königs geführt wurde.

## Parc aux Cerfs
Im Parc aux Cerfs, dem Hirschpark, wurden im Auftrag Louis XV. (der Käufer war ein Mittelsmann des Königs, ein Monsieur J. N. C. Cremers) in der Rue Saint-Médéric im Jahr 1755 zwei Häuser gekauft, die durch eine Gartenanlage miteinander verbunden waren. Hier wurde dem Regenten ein Privatbordell eingerichtet. Lebel übernahm dort die Aufgabe eines Zuträgers, so wurde etwa die spätere Madame Dubarry mit dem Regenten zusammengebracht. Lebel führte sie zwar dem König zu, stellte sich jedoch später gegen sie, als der König sie als eine zweite Marquise de Pompadour in Versailles installierte.
Als Madame Dubarry auch nach seinem Tod ihre Gemächer im Schloss behielt, intrigierte Lebel aufs Heftigste. Als er mit über 70 Jahren 1768 an einem Giftanschlag starb, vermutete man dahinter die Dubarry.